# 班定寺
班定寺，位于西藏自治区日喀则地区聂拉木县门布乡门卡麦村，是一座藏传佛教寺院。

## 简介
班定寺是位于西藏自治区日喀则市聂拉木县门布乡门卡麦村的一座藏传佛教寺院。
2013年度西藏自治区和谐模范寺庙暨爱国守法先进僧尼评选中，班定寺14名僧人被评为西藏自治区爱国守法先进僧尼。